# Aiguèze
Aiguèze település Franciaországban, Gard megyében. Lakosainak száma 212 fő (2022. január 1.). Aiguèze Bidon, Saint-Marcel-d’Ardèche, Saint-Martin-d'Ardèche, Saint-Remèze, Le Garn, Laval-Saint-Roman, Saint-Christol-de-Rodières, Saint-Julien-de-Peyrolas és Salazac községekkel határos.

## Népesség
A település népességének változása:
| Lakosok száma | 206  | 182  | 215  | 218  | 216  | 213  | 214  | 215  | 218  | 212  |
|               | 1968 | 1982 | 1990 | 2006 | 2013 | 2015 | 2017 | 2019 | 2020 | 2022 |